# マリーヌ・ル・ペン
マリオン・アンヌ・ペリーヌ・ル・ペン（Marion Anne Perrine Le Pen, 1968年8月5日 - ）は、フランスの政治家、弁護士。フランスの代表的な極右政党である、国民連合党首（第2代）。同党創始者及び初代党首ジャン＝マリー・ル・ペンの第3女。
長らくパ＝ド＝カレ第11区選出で国民議会（仏下院）議員を務め、欧州議会議員、イル＝ド＝フランス地域圏議会議員、国民議会議員を歴任した。
2012年フランス大統領選挙の第1回投票では10人の候補者中3位に入った。2017年フランス大統領選挙の第1回投票では10人の候補者中2位に入り、決選投票に残ったが、最終的には第1位のエマニュエル・マクロンに敗れた。そして、2022年フランス大統領選挙では決選投票まで残ったが最終的に現職のエマニュエル・マクロンに敗れた。フランス内務省によると、マクロンが得票率58.54％、ル・ペンが41.46％であった。
姪のマリオン・マレシャル＝ル・ペンは国民連合と同じ極右政党である再征服の副党首を務める。

## 略歴
パリ第2大学で法学の学位を修得した後、弁護士として働いた。2002年「ル・ペンの世代」代表。「ル・ペンの世代」は、青年にル・ペンの思想と業績を宣伝・普及するために設立された組織である。2003年4月国民戦線副党首（定数8名）に選出される。2004年フランス地域圏選挙（French regional elections, 2004）ではイル＝ド＝フランス地域圏から立候補し、第一回投票では44万8987票（12.3パーセント）、第二回投票では、39万5481票（10.1パーセント）をそれぞれ獲得した。
2004年、欧州議会議員選挙に立候補し、当選。2009年、2014年の欧州議会議員選挙で再選。
当選後はアイデンティティ、伝統、主権（Identity, Tradition, Sovereignty）会派に所属していたが、2014年9月現在、無所属として活動している。
マリーヌは、国民戦線の政治、選挙戦略においてソフトイメージを打ち出す存在としてメディア対策を担当し、2006年からは、父の大統領選挙キャンペーンの選挙対策責任者となった。
2017年までに、欧州議会議員当時、公設秘書給与として受け取った計450万ユーロを党の活動費に流用した疑惑が浮上。同年、フランスの予審判事が予審を開始。2018年6月にEU司法裁判所は不正受給を認定した。2024年にはフランスのパリの裁判所が公判を開始し、2025年3月31日に禁錮4年、執行猶予2年、罰金10万ユーロの有罪判決を下した。同時に被選挙権が5年間停止されたため、最有力候補と見られていた2027年大統領選挙への立候補が困難となった。同日、マリーヌは控訴する意向を表明した。4月1日、パリ控訴院は大統領選前の2026年夏に控訴審判決を下す方針を明らかにした。

## 国民戦線の後継者

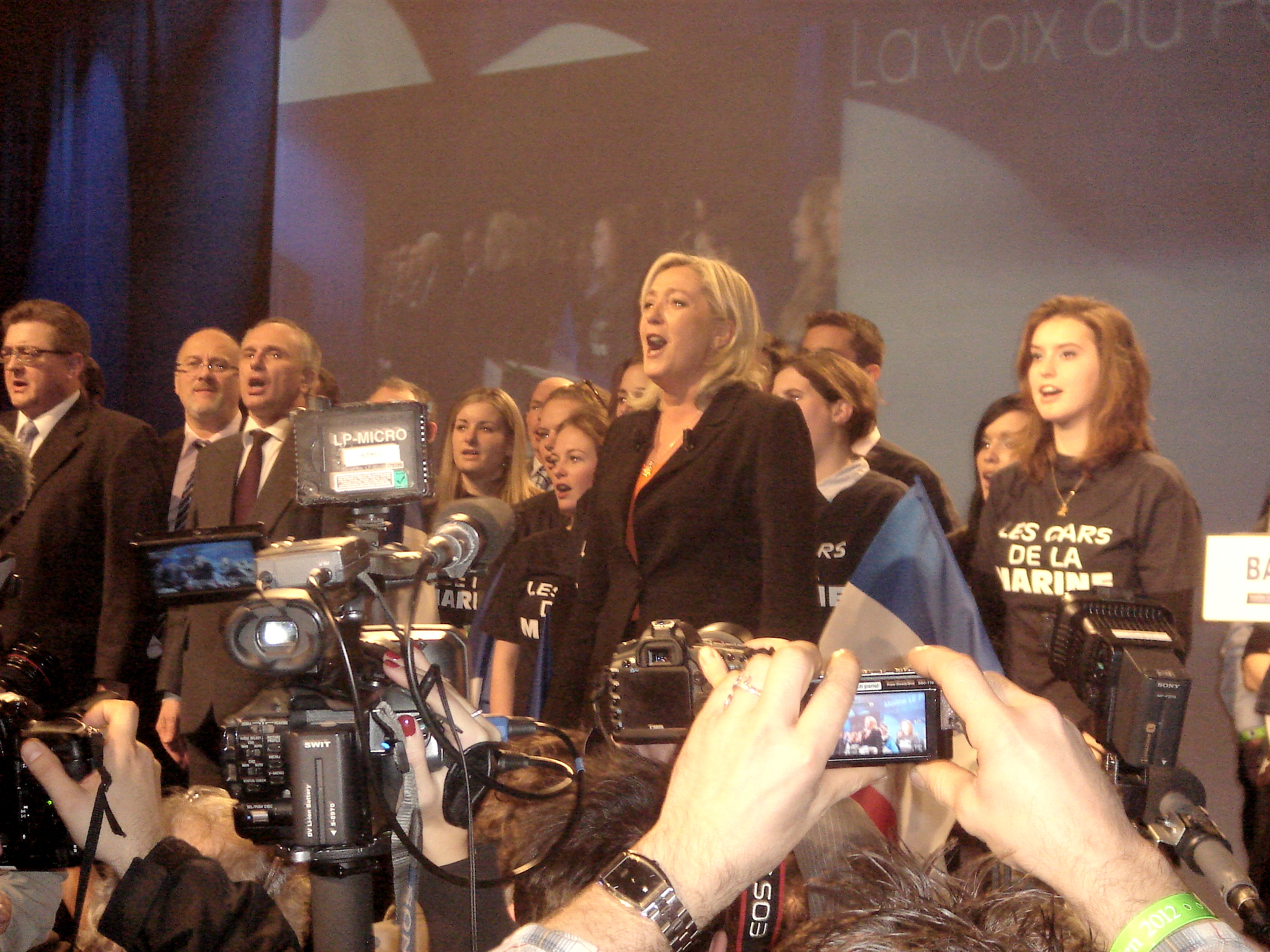
大統領選挙に向けた集会（2011年11月19日）

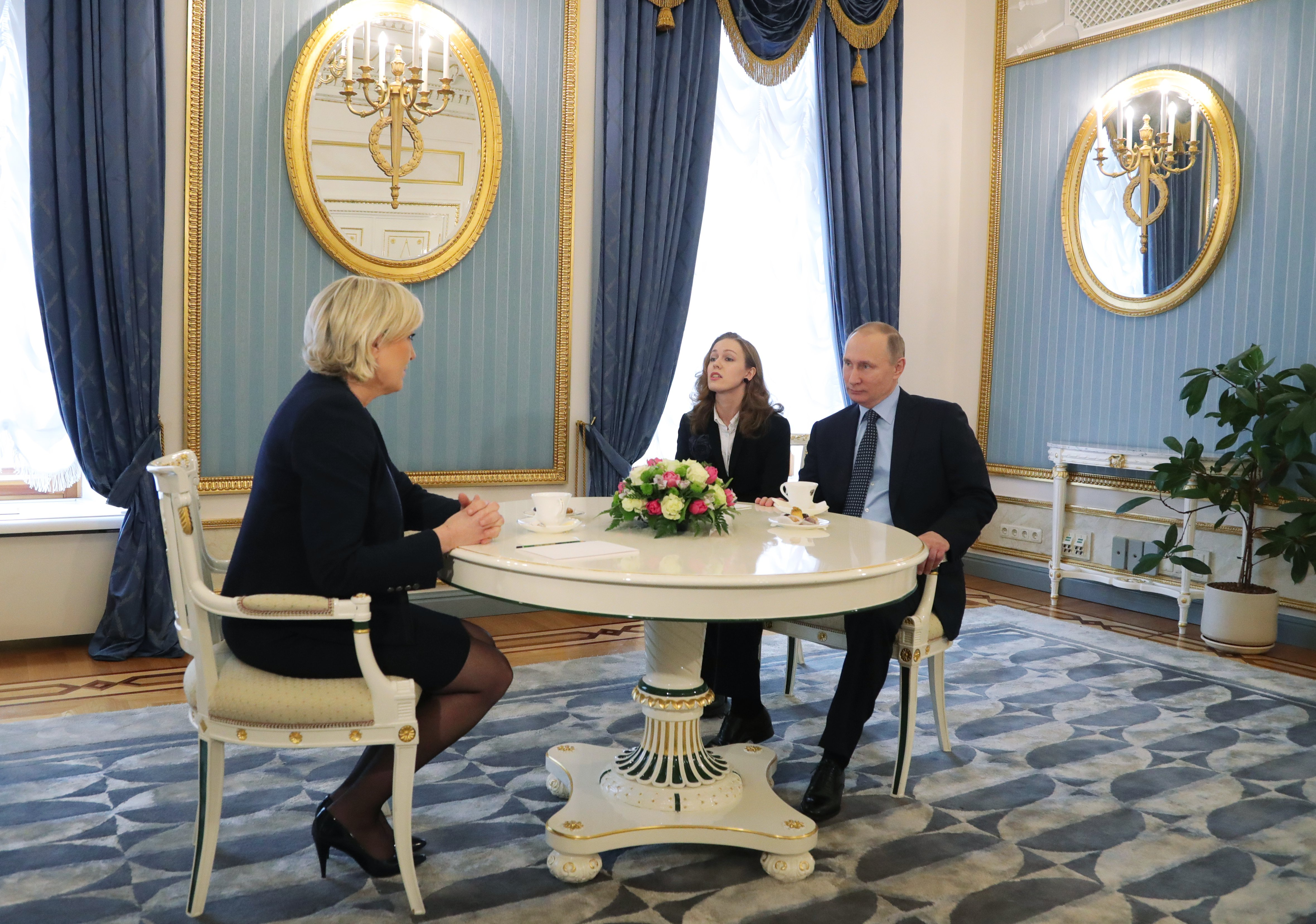
ロシアのプーチン大統領とモスクワで会談（2017年3月24日）

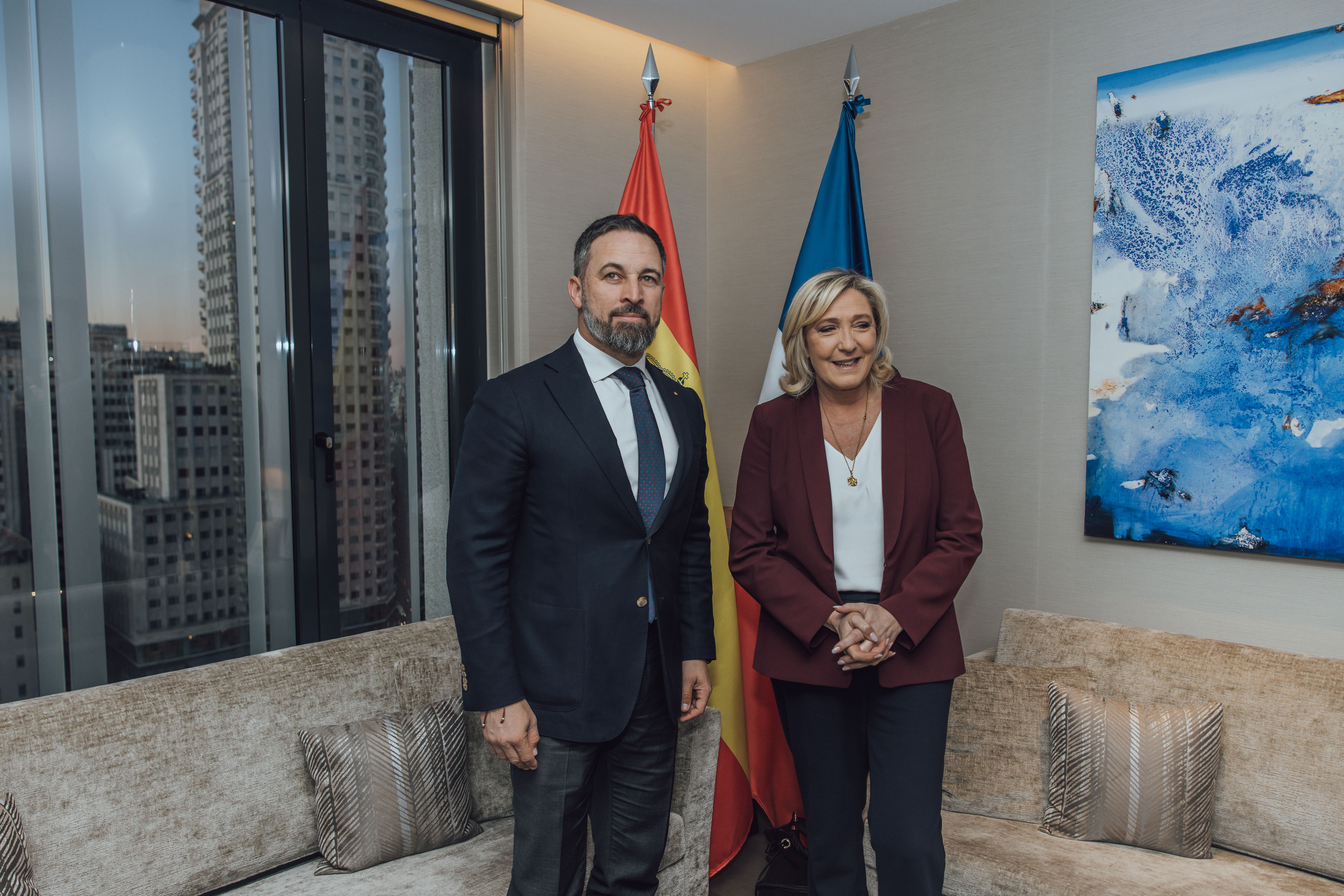
スペインのサンティアゴ・アバスカル下院議員と（2022年1月28日）

ジャン＝マリー・ル・ペン党首は2007年9月19日、後任の党首にマリーヌを推薦すると述べた。マリーヌの他に後継候補として名前の上がっていた副党首のカール・ラング欧州議会議員や党ナンバー2の全国代表に就いているブルーノ・ゴルニッシュ欧州議会議員に比べて、「マリーヌの方が類い希なる才能を持っている」と推薦する理由を語った。ル・ペン党首が公で自身の後継問題について語ったのはこれが初めて。
2011年1月16日、国民戦線の党大会にてマリーヌ・ル・ペンは新党首に選出された。これにより、2012年の大統領選挙ではマリーヌ・ル・ペンが立候補する可能性が濃厚となると、国民戦線初の女性候補者ということからフランス国内で大きな話題を呼んだ。3月6日にフランス大衆紙ル・パリジャンが公表した世論調査において、2012年大統領選挙の第1回投票では現職のニコラ・サルコジやフランス社会党候補（フランソワ・オランドが立候補し当選した）を抑え第1位になるとの予測も出された。その後選挙戦が本格化した後も一貫して3位につけ、特に若年層ではトップの支持率を得た。右派として競合する現職サルコジ大統領がル・ペンを意識して主張を右寄りに変遷させるなど、選挙戦にも大きなインパクトを与え、実際の選挙でも第1回投票で3位に食い込んだ。この時の得票率17.90％は、国民戦線の大統領候補者としては最高記録である。
2017年フランス大統領選挙では1回目投票では得票率21.30%で2位となり、決選投票にて1000万票を獲得したものの得票率は33.90%にとどまりエマニュエル・マクロンに敗北した。マリーヌは選挙戦術にミスがあったことを認めている。2018年3月11日に開かれた党大会で党首に3選され、同時に国民戦線を国民連合へと改称する提案を行った。21年9月、2022年フランス大統領選挙へ立候補するために党首を退任。

## 政策・主張
妊娠中絶や同性愛を容認している。また、反ユダヤ主義的発言を理由に父親を除名し、最近は反イスラーム主義的姿勢に舵を切っている。これも、理由としては彼女自身が同性愛を容認しているのに対し、イスラーム系の移民が同性愛に反対しているためである（オランダのピム・フォルタインもこれを理由に反イスラーム主義を煽動していたことで知られる）。フランスでのムスリム移民の野外礼拝をナチス・ドイツによるフランス占領に例える発言をするなど、物議を醸した。ただし、ムスリム移民の排斥を唱えるのでは無く、「フランス社会にふさわしいイスラーム」を求めていくとしている。近年フランスにおいてムスリム人口が増加していることを背景として、2012年2月にはテレビで「パリの肉はハラールのものばかり流通している」と発言し波紋を呼んだ。
国民戦線の代表としてのマリーヌ・ル・ペンが有権者へ送る主なメッセージは、FNはムスリムに反対しているのではなくフランスに潜む漸進的イスラーム化に反対していることである。
フランスに住むムスリムの大多数は平和的共存を望むが、一方で何千ものイスラム過激主義者も存在する。
ムスリムであってもFNに票を投じる者達もいる。彼らはフランスに広がりつつあるイスラム過激主義に反対している。
セーヌ＝サン＝ドニ県には移民とその子孫が多く居住するが、2015年11月のパリ同時多発テロ事件での銃撃戦はその地域に住む高齢のムスリムの安全をも脅かす結果となり、彼らはその地区の治安の回復を求めFNに投票した。
その地域でのFNの得票率は2010年の地方選挙において12%であったが、2015年12月の地方選挙では20%まで上昇した。

### 対テロリズム
シャルリー・エブド襲撃事件の事件後に、ル・ペンは死刑制度の復活やイスラム原理主義と戦うための強固な法的措置導入を求めた。シャルリー・エブド襲撃事件ではジャーナリストや警察官その他フランスの象徴などが狙われたのに対し、パリ同時多発テロ事件では一般市民が攻撃の対象だったとル・ペンは指摘した。ル・ペンは、この攻撃はフランスへのイスラム原理主義者による2015年に入って6回目のテロであり、イスラム過激主義を打ち砕かねばならないと述べた。
また、（フランスがシェンゲン協定で失った）国境警備強化を取り戻すことは非常に重要だとも述べた。

### EU外の二重国籍の廃止
国籍における出生地主義を否定しており、国籍法を改定してEU加盟国でない二重国籍を廃止するよう主張している。なお、フランスへの帰化自体は否定していないが、そのためには、フランスの規則や価値観、文化を尊重して共有する意志を持つべきだとしている。

### 同性結婚の廃止
2013年の同性結婚の合法化はフランスに住むムスリムを怒らせた。ル・ペンは2017年の大統領選で勝利すれば同性結婚を廃止すると約束していた。

### ユーロと緊縮財政政策
2015年7月上旬、ギリシャのアレクシス・チプラス政権とEUとの金銭支援交渉が進展しない中、ル・ペンはチプラスにユーロ離脱を促した。ユーロと緊縮財政政策は結合双生児（Siamese twins）だとチプラスに語り、
ユーロから離脱しない限りはギリシャ国民は緊縮財政政策から逃れることはできないとル・ペンは述べた。

## 私生活
ルペンはローマ・カトリック教徒として育った。彼女は1995年、国民戦線で働いていた経営幹部フランク・シャフロイと結婚。シャフロイとの間に子供が3人（ジョアン、ルイ、マチルダ）がいる。2000年にシャフロイと離婚した後、2002年に元国務長官であり、国民戦線の地方選挙事務局長だったエリック・ロリオと結婚。2006年に離婚。
2009年から、ピエ・ノワールとアルジェリア系ユダヤ人の子孫であるルイ・アリオと交際している 。彼は2005年から2010年にかけて国民戦線事務局長を務めた後、副党首となった。彼女はほとんどの時間をサン＝クルーで過ごし、2014年9月から3人の子供とともにラ・セル＝サン＝クルーに住んでいる。彼女はエナン＝ボーモンにアパートを構えている。2010年にアリオとミヤースに家を購入した。

## 著書

### 自伝
- À contre flots, Jacques Grancher, 2006 ISBN 2733909576 （フランス語）
- 『自由なフランスを取りもどす 愛国主義か、グローバリズムか』（木村三浩編集、花伝社、2017年）